# 차경미
차경미는 조선민주주의인민공화국의 탁구 선수였다. 1972년 중공 북경 아시아선수권대회에서 복식 은메달을 획득하였다.